# Electra xiamenensis
Electra xiamenensis är en mossdjursart som beskrevs av Liu 1999. Electra xiamenensis ingår i släktet Electra och familjen Electridae. Inga underarter finns listade i Catalogue of Life.